# Templo de Afrodita (Corinto)
El Templo de Afrodita fue un templo griego dedicado a Afrodita, situado en la cima de la colina del Acrocorinto en Corinto, Grecia.

## Historia

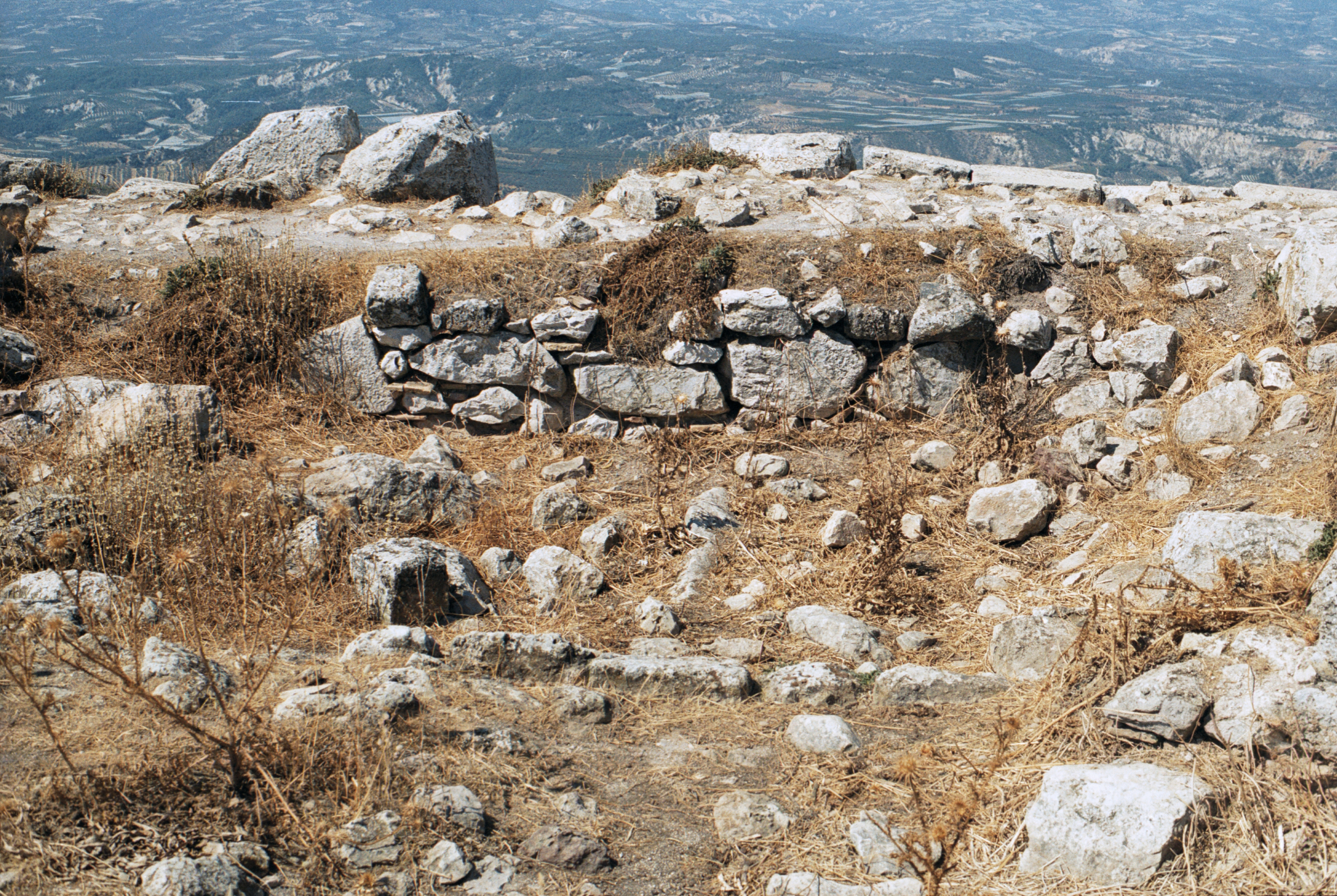
Ruinas del templo.

Afrodita fue venerada en Acrocorinto durante mucho tiempo. En mitología griega, la diosa recibió la montaña de Helios. El primer templo se construyó en este lugar, posiblemente en el año 600 a. C. En el 400 aa. C.,  se construyó un nuevo templo en el mismo lugar. En la antigüedad, el templo pudo haber sido utilizado para la prostitución sagrada. Se dice que numerosas mujeres esclavas y posiblemente esclavos varones fueron dedicados al templo para esta actividad. Sin embargo, los investigadores no se ponen de acuerdo sobre la naturaleza exacta de la actividad.
El templo sobrevivió durante el periodo helenístico, pero la República romana posiblemente lo destruyó junto con el resto de Acrocorinto y la ciudad de Corinto en el año 146 a. C. Al menos la prostitución asociada al templo parece que no continuó en el lugar durante el periodo romano. Al menos la prostitución asociada al templo no continuó en el lugar durante el periodo romano. Cuando la ciudad y la fortaleza fueron reconstruidas bajo Julio César, el templo no fue restaurado, pero según la descripción de Pausanias, el templo existía en el siglo 100 a. C.  Durante el cristianismo primitivo, se construyó una iglesia en el lugar, y el templo fue demolido como muy tarde en esa época. Durante el Imperio otomano, se construyó una mezquita. Con el tiempo, las piedras del templo se utilizaron para fortificaciones y otros edificios.

En Corinto había al menos otros dos templos dedicados a Afrodita.

## Descripción

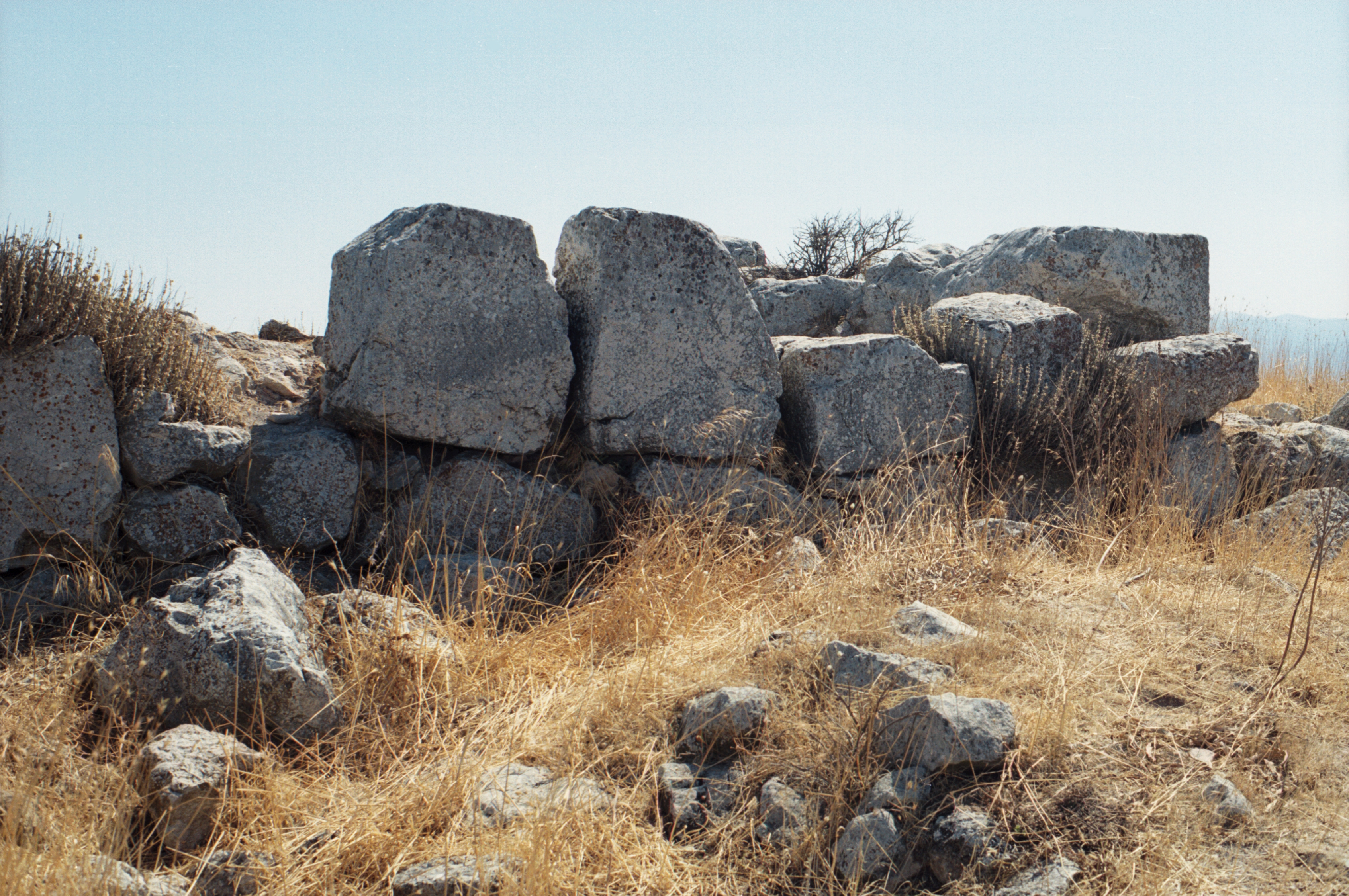
Restos del templo de Afrodita.

El templo estaba situado en el punto más alto del Acrocorinto. Era relativamente pequeño: se cree que sólo medía unos 10 × 13-16 metros. El templo contenía una imagen de culto de Afrodita, que se dice que representaba a la diosa armada. Según la descripción de las monedas antiguas, Afrodita sostenía el escudo de Ares en la mano a modo de espejo. Esta estaba acompañada de Eros. 
En la actualidad, el lugar son principalmente las ruinas de una mezquita y su alminar. Solo se conservan algunos cimientos del templo. En cuanto a las fuentes textuales, el yacimiento solo se conoce principalmente por las breves descripciones de Pausanias y Estrabón. Por ello, se sabe relativamente poco del templo.